# 앵화상
앵화상(일본어: 桜花賞 오카쇼[*], 영어: Japanese 1000 Guineas) 또는 벚꽃상은 일본중앙경마회(JRA)가 한신경마장에서 시행하는 중앙경마 G1급 중상경주다. 1위는 내각총리대신상, 일본마주협회연합회회장상을 수상한다.
중앙경마의 빈마(암말) 삼관경주(앵화상・우준빈마・추화상) 가운데 제1관문이 된다. 또한 앵화상 5착까지의 말에게는 우준빈마 우선출주권이 주어진다.
1939년에 영국의 1000 기니 스테이크스를 모범으로 하여, 가장 스피드가 있는 우수한 종빈마를 선정하고 발굴하는 레이스라는 취지로 4세(현 3세) 빈마 한정 경주로서 나카야마 사세빈마특별(일본어: 中山四歳牝馬特別)이라는 이름으로 창설되었다. 동경우준・한신우준빈마(현 우준빈마)・요코하마 농림성상전 사세호마(현 고월상)・교토 농림성상전 사세호마(현 국화상)과 함께 클래식 경주로 묶였다.
태평양전쟁 당시에는 중단되었다가, 종전 이후인 1947년부터 명칭을 "앵화상"으로 변경하고 개최지를 교토경마장으로 옮겼다. 1950년부터 한신경마장에서 시행되었고, 이후로 한신경마장에서의 시행이 정착되었다. 주행거리는 1947년 이래로 1500 미터로 시행하고 있다.
1995년부터 지정교류경주로 되어서 지방경마 소속마도 출주 가능하게 되었다. 2004년부터는 외산마도 출주 가능하게 되었고, 2010년부터는 외국 국적마도 출주 가능한 국제경주가 되었다.

## 역대 대회
| 회차 | 개최일 | 역대 BEST 3 | 역대 BEST 3 | 역대 BEST 3 |
| 우승 | 준우승 | 3위         |             |             |
| ---- | ------ | ----------- | ----------- | ----------- |